# Nil de la Sora
Nil de la Sora ou Nil Sorsky (russe : Нил Сорский), né Nikolaï Maïkov (Николай Майков) vers 1433 à Moscou et mort le 7 mai 1508, est un saint moine et higoumène de Russie. Il est fêté par l'Église orthodoxe le 7 mai.
Il s'est révélé un adversaire résolu de la détention de biens fonciers par les monastères. Il est l'un des chefs du mouvement russe connu sous le nom de « non-possesseurs », opposé à la propriété des terres par l'Église,. Nil de la Sora est vénéré comme un saint de l'Église orthodoxe russe. On le fête le 7 mai, jour anniversaire de sa mort.

## Sa jeunesse
Avant de devenir moine, Nil de la Sora fut scribe et copiste. Il prononça ses vœux monastiques vers 1450 et entra au monastère Kirillo-Belozersky, connu pour son hostilité envers la possession des terres par l'institution monastique. Le fondateur du monastère, Saint Cyrille Belozersky, s'était lui-même distingué en refusant des villages que des nobles dévots lui avaient offerts.
Les successeurs de Cyrille suivirent la même voie. Avec Nil Sorsky à leur tête, ils se feront connaître sous le nom de « starets de la Trans-Volga ». Nil entreprend avec un compagnon, le moine Innocent, un voyage en Terre sainte, à Constantinople et au Mont Athos et se familiarise avec la doctrine mystique de l'hésychasme et avec la littérature patristique. À son retour en Russie en 1473, il fonde une celle (skite) sur la rivière Sora (dont il prend le nom), non loin du monastère de Kirillo-Belozersky, le futur monastère Saint-Nil-de-la-Sora. Il s'y installe avec ses disciples et se met à écrire abondamment

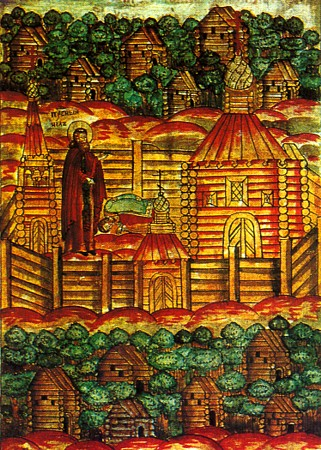
Saint Nil de la Sora dans son skite.

## L'affaire de l'hérésie de Novgorod
Nil fut impliqué dans l'affaire de l'hérésie de Novgorod, déclenchée par la « secte de Skhariya le Juif », qui avait agité beaucoup d'esprits en Russie à cette époque. Il semble que Nil et son proche disciple Païssi Yaroslavov se montrèrent beaucoup plus tolérants que la plupart des membres du clergé au premier rang desquels se trouvait l'archevêque de Novgorod, Guennady, et Joseph de Volokolamsk.
En 1489, l'archevêque Guennady s'engage dans une guerre aux hérétiques et demande à l'archevêque de Rostov de consulter à ce sujet les starets Nil Sorsky et Païssi Yaroslavov qui vivaient dans son éparchie et de solliciter leur aide. Les documents historiques de cette période ne permettent pas de faire toute la lumière sur les résultats de ces « négociations », mais à partir de ce moment-là, il semble y avoir eu une rupture dans les relations entre Nil et Païssi d'une part et Guennady et Joseph de l'autre.
Les deux starets ne se montrent pas indifférents vis-à-vis de l'hérésie. Ils sont tous deux présents au synode de 1490 consacré à l'hérésie, et usent de leur influence sur sa décision finale. Le clergé s'était d'abord prononcé à l'unanimité pour l'exécution de tous les hérétiques sur le bûcher. Mais à la clôture du synode, seuls quelques prêtres sont condamnés et défroqués sans être exécutés. Dans les années qui suivent, plusieurs des hérétiques seront malgré tout brûlés à Novgorod et à Moscou.

## Enseignement et influence
L'enseignement de Nil de la Sora s'écartait de la norme de l'orthodoxie russe. Il développait des idées mystiques et un ascétisme dans le sens de l'hésychasme de Grégoire le Sinaïte, en demandant aux croyants de se concentrer sur leur monde intérieur et leur propre expérience émotionnelle de la foi comme moyen de réaliser l'unité avec Dieu. Nil tenait à ce que les moines participent au travail productif et prônait des réformes monastiques fondées sur une vie modeste et recluse.
Il mit toutes ses forces dans la lutte contre le droit monastique à la propriété foncière au synode de Moscou de 1503 où il souleva la question des domaines des monastères, qui à cette époque s'étendaient sur environ un tiers du territoire de l'État russe. Ces domaines selon lui étaient à l'origine du relâchement de la moralité dans les communautés monastiques de Russie. Il fut soutenu par les starets du monastère de Kirillo-Belozersky et par son disciple Vassian Patrikeyev. Ce discours venait à l'appui de la politique d'Ivan III de Russie de sécularisation des biens monastiques, mais Nil ne vécut pas assez longtemps pour voir la fin de cette lutte. Vassian et Artemius de la Laure de la Trinité-Saint-Serge furent ses successeurs.

## Source
- (en) Cet article est partiellement ou en totalité issu de l’article de Wikipédia en anglais intitulé « Nil Sorsky » (voir la liste des auteurs).